# MultiMedia Card

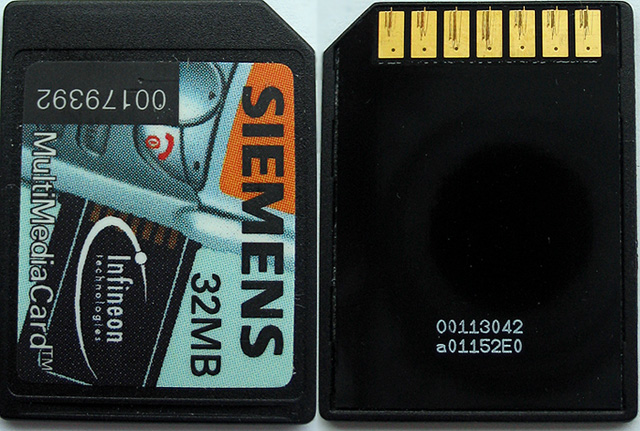
Card MMC, față și verso

MultiMedia Card (MMC) este un card de memorie disponibil ca dispozitiv de stocare cu memorie flash folosit pentru a stoca fotografii, muzică, clipuri video sau alte fișiere. Este frecvent utilizat în telefoane mobile, camere video, PDA, playere MP3 și imprimante. Un card MMC este similar cu un card SD. 
Standardul MMC a fost dezvoltat în 1997 de Infineon Technologies AG (anterior Siemens AG), împreună cu SanDisk. Dimensiunile sunt 24 mm × 32 mm × 1,4 mm și are șapte pini controlați de un controler integrat. Capacitatea de stocare este între 2 MB și 4 GB, viteza de scriere de 2,5 MB/s. MultiMedia Card Association a fost înființată în 1998 pentru a promova standardizarea MMC și dezvoltării de noi produse. În 2008 Asociația fuzionează cu Joint Electron Device Engineering Council (JEDEC).
 Cu excepția eMMC, cardul multimedia a fost practic înlocuit de cardul SD.

## Variante
- MMC v1.0, septembrie 1996
- MMC v1.4, februarie 1998
- MMC v2.11, iunie 1999 (cardul SD se bazează pe acest standard)
- MMC v3.0, ianuarie 2001
- MMC v3.3, martie 2003 (RS-MMC)
- MMC v3.31, mai 2003
- MMC v4.0, decembrie 2003
- MMC v4.1, ianuarie 2005
- MMC v4.x, aprilie 2005 (MMCmicro, 13 pini, magistrală de 4 sau 8 biți, 26 MHz sau 52 MHz, 4 GB, MMCplus, SecureMMC )
- eMMC, decembrie 2006
- MMC v4.4, martie 2009
- MMC v4.41, martie 2010
- MMC v5.1A , ianuarie 2019 (definește funcțiile și actualizările pentru eMMC)[2]

## Tipuri

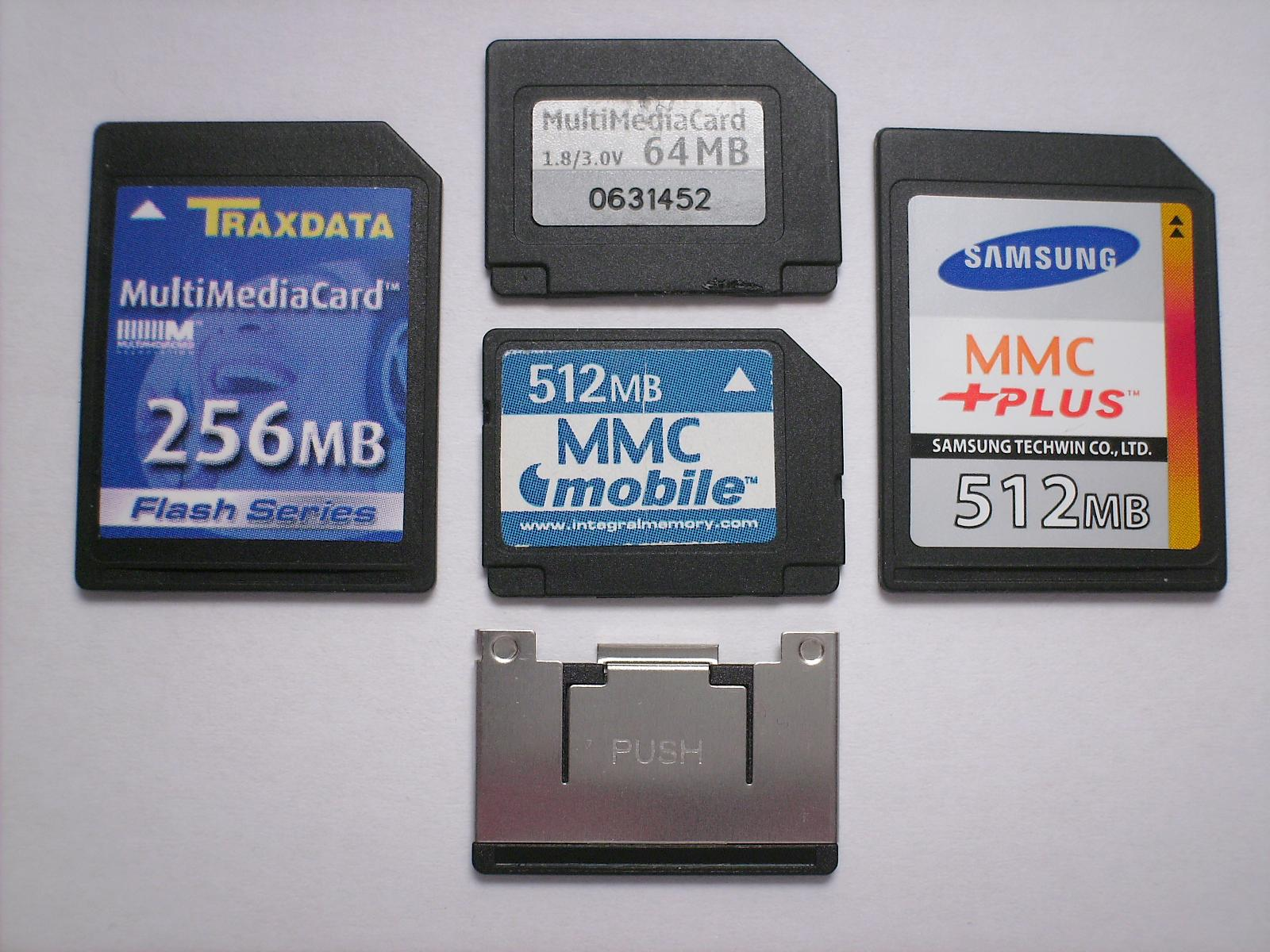
Carduri MMC, RS-MMC, MMCplus & Adapter și MMCmobile

Există mai multe tipuri de carduri MultiMedia:

### RS-MMC
Reduced Size Multimedia Card a fost introdus în 2004 și este un MMC cu dimensiuni reduse: 24mm × 18mm × 1,4mm, care, folosind un adaptor, poate fi utilizat în orice slot MMC sau SD. Capacitatea de stocare este de până la 4 GB.

### DV-MMC
Dual-Voltage MultimediaCard este una dintre primele modificări substanțiale în MMC, introducerea cardurilor cu dublă tensiune la 1,8 V în plus față de 3,3 V. Funcționarea la o tensiune mai mică reduce consumul de energie. Capacitatea de stocare este de până la 4 GB.

### MMCplus și MMCmobile
MMCplus și MMCmobile au fost introduse în 2005, au adus două schimbări foarte semnificative pentru a concura cu cardurile SD: suport pentru viteză mai mare (26MHz, 52MHz), lățimea magistralei de 4-bit sau 8-bit și capacități de stocare de 8 GB și 4 GB. Sunt complet compatibile cu cititoarele existente.

### MMCmicro

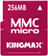
MMCmicro

MMCmicro este un MMC de dimensiuni mai mici: 14 mm × 12 mm × 1,1 mm. La fel ca MMCmobile, are suport pentru magistrala 4-bit și de mare viteză, tensiune dublă, este compatibil cu MMC și poate fi utilizat în sloturile MMC și SD cu un adaptor mecanic. 

### MiCard
MiCard este o extensie a standardului MMC anunțat în 2007. Cardul este alcătuit din două părți separabile: cardul mai mic se potrivește într-un port USB, în timp ce cardul mai mare în cititoarele tradiționale MMC și SD.

### SecureMMC
SecureMMC reprezintă o parte suplimentară opțională a specificației MMC 4.x ce conține un mecanism DRM destinat să permită MMC să concureze cu SD sau Memory Stick. 

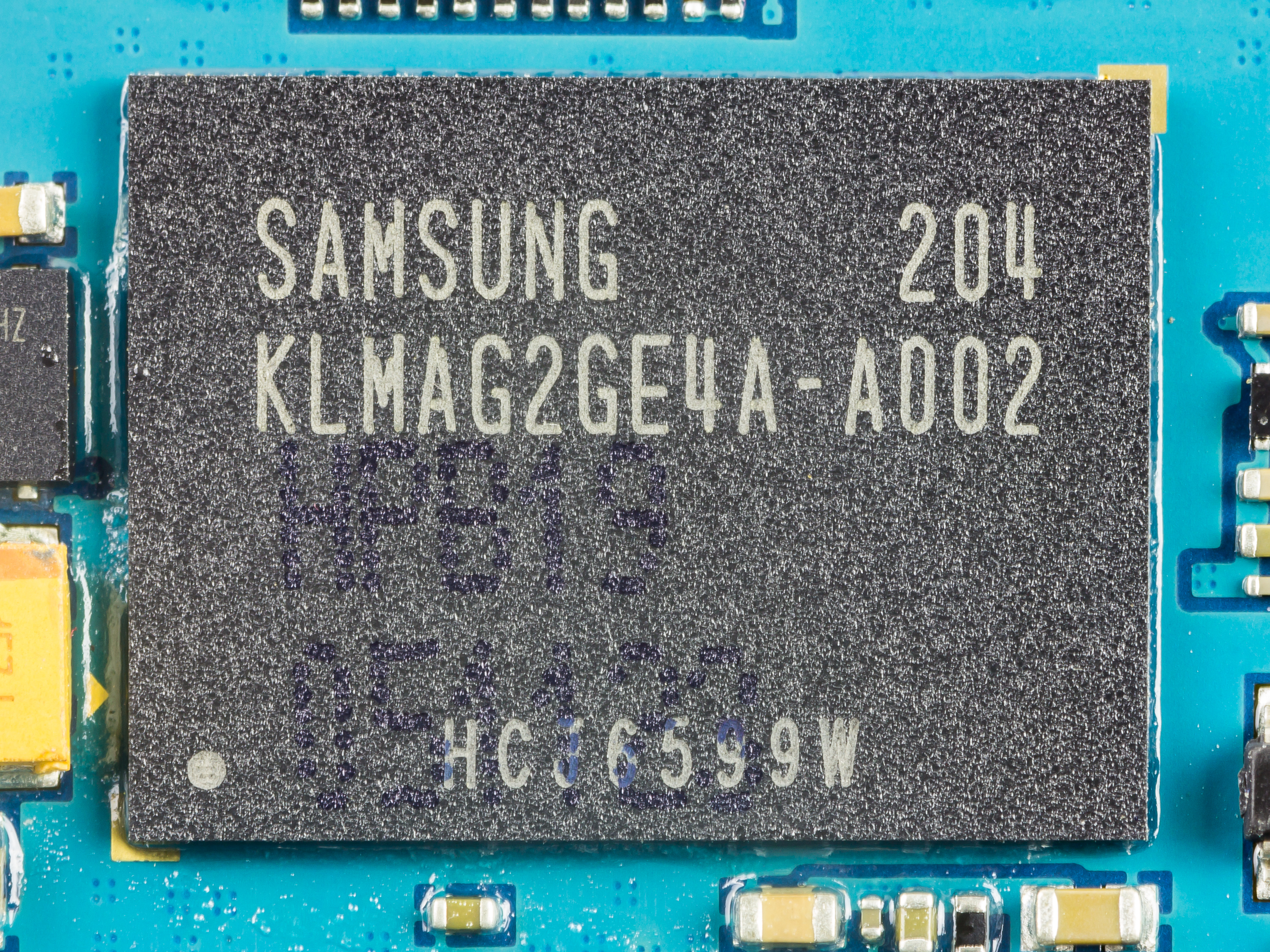
Samsung eMMC

### eMMC
Embedded MultiMedia Card se montează direct pe circuitul imprimat al dispozitivului și este bazat pe standardul MMC v5.1. A fost dezvoltat pentru a fi utilizat ca stocare internă de date pe dispozitive mobile ca smartphone, camere foto/video digitale, tablete sau laptop. Suportă funcționarea cu o lățime a magistralei de date pe 8 biți și viteze de până la 400 MB/s la citire și 250 MB/s la scriere. În ceea ce privește performanța, această memorie este comparabilă cu un card SD. eMMC este bootabil datorită unui controller pentru sisteme de operare precum Android, Chrome OS, iOS sau Windows. Dimensiunea memoriei ajunge până la 256 GB. eMMC este înlocuit din ce în ce mai mult cu UFS, care atinge viteze de scriere și citire semnificativ mai mari. Fiecare dintre cipurile eMMC are 11 pini de control care sunt utilizați pentru a trimite date: 3 dintre ei sunt pentru controller, iar ceilalți 8 pini sunt responsabili pentru trimiterea sau primirea de date cu o viteză de un bit pe pin.